# Diego Souza
Pour le footballeur né en 1984, voir Diego Souza (football, 1984).
Pour l’article ayant un titre homophone, voir Dyego Sousa.
Diego de Souza Andrade, ou simplement Diego Souza (né le 17 juin 1985 à Rio de Janeiro), est un ancien footballeur brésilien.